# Inés Efron
Inés Efron (1985) is een Argentijns actrice. Zij werd op verschillende filmfestivals in Argentinië en Colombia verkozen tot beste actrice voor haar hoofdrol in XXY, als de met het syndroom van Klinefelter/adrenogenitaal syndroom belaste Alex. Ze maakte haar film- en acteerdebuut in 2006 in de Brits/Argentijnse film Glue.
Efron werd in XXY (2007) geregisseerd door haar landgenote Lucía Puenzo. Toen die in 2009 haar volgende film El niño pez maakte, castte ze Efron wederom als hoofdpersonage, ditmaal genaamd Lala.

## Filmografie
*Exclusief kortfilms
| Jaar | Film                                   |
| ---- | -------------------------------------- |
| 2006 | Glue                                   |
| 2006 | Cara de queso 'mi primer ghetto'       |
| 2007 | XXY                                    |
| 2008 | El nido vacío                          |
| 2008 | Cómo estar muerto/Como estar muerto    |
| 2008 | La mujer sin cabeza                    |
| 2008 | Amorosa Soledad                        |
| 2009 | El niño pez                            |
| 2010 | Alas (pobre Jiménez)                   |
| 2010 | Cerro Bayo                             |
| 2011 | Medianeras                             |
| 2011 | Verdades verdaderas, la vida de Estela |
| 2012 | Días de vinilo                         |
| 2014 | Voley                                  |

- Biblioteca Nacional de España: XX4822308
- Bibliothèque nationale de France: cb15949587p (data)
- Gemeinsame Normdatei: 136126367
- International Standard Name Identifier: 0000 0001 2140 8249
- Library of Congress Control Number: no2008096977
- Système universitaire de documentation: 127626808
- Virtual International Authority File: 78810823
- WorldCat: E39PBJbCRQPTm4bXDj66336Myd